# Cromac
Cromac ist eine französische Gemeinde mit 246 Einwohnern (Stand 1. Januar 2022). Sie gehört zur Region Nouvelle-Aquitaine, zum Département Haute-Vienne, zum Arrondissement Bellac und zum Kanton Châteauponsac. 

## Lage
Cromac liegt am Fluss Benaize, im Norden verläuft der Bel Rio, der hier auch als Ruisseau de l’Étang de Puy Laurent bezeichnet wird.
Die Gemeinde grenzt im Norden an Beaulieu und Chaillac, im Nordosten an La Châtre-Langlin, im Osten an Saint-Georges-les-Landes, im Südosten an Mailhac-sur-Benaize, im Südwesten an Saint-Léger-Magnazeix und im Westen an Jouac.

## Bevölkerungsentwicklung
| Jahr      | 1962 | 1968 | 1975 | 1982 | 1990 | 1999 | 2008 | 2013 |
| --------- | ---- | ---- | ---- | ---- | ---- | ---- | ---- | ---- |
| Einwohner | 438  | 446  | 426  | 411  | 339  | 302  | 266  | 263  |